# NGC 91
NGC 91 (PGC 3325956, GC 41, GC 5097 sau NPD 68 22.9) este o stea localizată în constelația Andromeda. Aceasta are o magnitudine aparentă de 14,4 și a fost descoperită de către R. J. Mitchell în 26.10.1854.